# Porter & Dolly
Porter & Dolly är ett album, släppt i juni 1980, och bestod av material inspelat av Porter Wagoner och Dolly Parton, mestadels tidigare från deras duettår 1967-1974.
Singeln "Making Plans" var en tio-i-toppsingel på USA:s countryalbumlistor; Dolly Parton kom 1987 att spela in den med Linda Ronstadt och Emmylou Harris till deras album Trio.

## Låtlista
1. "Making Plans"
2. "If You Go, I'll Follow You"
3. "Hide Me Away"
4. "Someone Just Like You"
5. "Little David's Harp"
6. "Beneath The Sweet Magnolia Tree"
7. "Touching Memories"
8. "Daddy Did His Best"
9. "If You Say I Can"
10. "Singing On The Mountain"